# Sternova zpráva
Sternova zpráva o globálním oteplování (anglicky Stern Review on the Economics of Climate Change) je 700stránková zpráva vydaná pro britskou vládu 30. října 2006 ekonomem lordem Nicholasem Sternem z Brentfordu, která pojednává o vlivu klimatických změn a globálního oteplování na světové hospodářství. Ačkoli se nejedná o první ekonomickou zprávu o globálním oteplování, je významná jako největší a nejznámější veřejnosti.